# Graphe sans trou pair
En théorie des graphes, un graphe est sans trou pair s'il ne contient pas de cycle  induit avec un nombre pair de sommets.

## Propriétés
Addario-Berry et al. (2008) ont démontré qu'un graphe sans trou pair contient un sommet bisimplicial (un sommet dont le voisinage peut être partitionné en au plus 2 cliques), et résolvent ainsi un conjecture de Reed. En fait, la démonstration donnée dans cet article est incorrecte : Maria Chudnovsky et Paul Seymour annoncent en 2019 une  nouvelle démonstration.

## Complexité de reconnaissance
Conforti et al. (2002b) ont donné le premier algorithme de reconnaissance en temps polynomial pour les graphes sans trous pairs, qui prend un temps en {\displaystyle O(n^{40})}. da Silva et Vušković (2013) améliorent l'estimation à {\displaystyle O(n^{19})}.
Chang et Lu (2012) puis Chang et Lu (2015) améliorent la borne et donnent  {\displaystyle O(n^{11})} time.
Le meilleur algorithme connu en 2020 est par Lai, Lu et Thorup (2020) ; il est en temps {\displaystyle O(n^{9})}.
Alors que les graphes sans trou pair peuvent être reconnus en temps polynomial, il est NP-complet de déterminer si un graphe contient un trou pair qui passe par un sommet spécifique.
On ne sait pas si la coloration de graphe et le problème du stable maximal peuvent être résolus en temps polynomial dans des graphes sans trous pairs, ou s'ils sont NP-complets. Cependant, la clique maximale peut être trouvée dans les graphes sans trous pairs en temps polynomial  comme montré par Vušković (2010).